# Begonia acetosella
Espèce
Synonymes
- Begonia acetosella var. acetosella[1]
- Begonia tetragona Irmsch.[2]

Begonia acetosella est une espèce de plantes de la famille des Begoniaceae. Ce bégonia rhizomateux est originaire d'Asie.

## Description
C'est une plante qui peut mesurer jusqu'à 2 m de haut, à partir d'un gros rhizome court. Les tiges sont vertes, plus poilues chez la variété hirtifolia. Les feuilles vertes, légèrement asymétriques, sont oblongues ou ovoïde, terminées en fer de lance et finement dentelées. Elles peuvent être lisses et unies, ou bien recouvertes d'un fin duvet et se teinter de rouge le long de la nervure centrale chez hirtifolia et les nervures sont palmées.

C'est une plante  Dioïque. La floraison printanière, en avril-mai, produit des fleurs mâles ou femelles, glabres, à quatre tépales de couleur blanc ou rosé et au cœur jaune. Le fruit est une capsule tirant sur le rouge, qui ressemble à une baie, très cornue chez la variété acetosella,,.

## Répartition géographique
Cette espèce est originaire d'Asie. On la rencontre depuis l'est de l'Himalaya jusqu'en Chine (Yunnan) et en Indochine, entre 700 et 1 800 m pour la variété acetosella et entre 1200 et 1 400 m pour la variété hirtifolia.

## Classification
Begonia acetosella fait partie de la section Platycentrum (qui inclut la section Sphenanthera) du genre Begonia, famille des Begoniaceae.
La première collecte de cette plante a été faite en Thaïlande par Arthur Francis G. Kerr, le 21 mars 1909 à Chiang Mai, mais l'espèce n'a été officiellement décrite qu'en 1912 par le botaniste William Grant Craib (1882-1933). L'épithète spécifique, acetosella, signifie « légèrement amère ».
Publication originale : Bulletin of Miscellaneous Information, Royal Gardens, Kew 1912: 153..

### Liste des variétés
Selon World Checklist of Selected Plant Families (WCSP) (23 octobre 2016) et Catalogue of Life (23 octobre 2016) :

Begonia acetosella var. hirtifolia Irmsch.

- variété Begonia acetosella var. acetosella
- variété Begonia acetosella var. hirtifolia Irmsch. (1939)